# Armortale
Armortale je videohra z roku 2019. Hra vyšla 15. listopadu 2019. Jedná se o 2D plošinovku v pixelartové grafice.

## Hratelnost
Armortale je 2D plošinovka zasazená do fantasy světa, která se řadí mezi takzvané Metroidvania tituly. Hráč musí za pomoci mladé čarodějky najít 4 kusy starodávného brnění, aby zastavil pekelné lišky. V každé úrovni je třeba dostat se na konec úrovně a porazit bosse. Důležitou mechanikou je výměna brnění, kdy každý ze 4 kusů má jiné vlastnosti a nabízí hráči jiné schopnosti.